# Odontopera bivittaria
Odontopera bivittaria är en fjärilsart som beskrevs av Butler. Odontopera bivittaria ingår i släktet Odontopera och familjen mätare. Inga underarter finns listade i Catalogue of Life.